# Tennistoernooi van Peking 2015
|                                           |  |                                      |
| Garbiñe Muguruza, winnares bij de vrouwen |  | Novak Đoković, winnaar bij de mannen |

Het tennistoernooi van Peking van 2015 werd van zaterdag 3 tot en met zondag 11 oktober 2015 gespeeld op de hardcourtbanen van het China National Tennis Center, in het olympisch park van de Chinese hoofdstad Peking. De officiële naam van het toernooi was China Open.
Het toernooi bestond uit twee delen:
- WTA-toernooi van Peking 2015, het toernooi voor de vrouwen
- ATP-toernooi van Peking 2015, het toernooi voor de mannen

## Toernooikalender
| Peking            | oktober 2015 | oktober 2015 | oktober 2015 | oktober 2015 | oktober 2015 | oktober 2015 | oktober 2015 | oktober 2015 | oktober 2015 | oktober 2015 | oktober 2015 |
| Peking            | zat 3        | zon 4        | maa 5        | maa 5        | din 6        | woe 7        | woe 7        | don 8        | vrĳ 9        | zat 10       | zon 11       |
| ----------------- | ------------ | ------------ | ------------ | ------------ | ------------ | ------------ | ------------ | ------------ | ------------ | ------------ | ------------ |
| vrouwenenkelspel  | 1e ronde     | 1e ronde     | 1e ronde     | 2e ronde     | 2e ronde     | 2e ronde     | 3e ronde     | 3e ronde     | kwartfinale  | halve finale | finale       |
| vrouwendubbelspel | 1e ronde     | 1e ronde     | 1e ronde     | 2e ronde     | 2e ronde     | 2e ronde     | 2e ronde     | kwartfinale  | halve finale | finale       |              |
| mannenenkelspel   |              |              | 1e ronde     | 1e ronde     | 1e ronde     | 1e ronde     | 2e ronde     | 2e ronde     | kwartfinale  | halve finale | finale       |
| mannendubbelspel  |              |              | 1e ronde     | 1e ronde     | 1e ronde     | 1e ronde     | 2e ronde     | 2e ronde     |              | halve finale | finale       |

ATP-toernooi van Peking‎ – WTA-toernooi van Peking/Shanghai

2000 · 2001–2003 · 2004 · 2005 · 2006 · 2007 · 2008 · 2009 · 2010 · 2011 · 2012 · 2013 · 2014 · 2015 · 2016 · 2017 · 2018 · 2019 · 2020–2022 · 2023 · 2024